# عبد الله خان (رسام)
عبدالله خان ( ق. 1770 - ق. 1850؛ الفارسية: عبدالله‌خان) كان رسامًا ومهندسًا معماريًا إيرانيًا في العصر القاجاري وكان نشطًا بين عامي 1810 و1850. أعظم أعماله هي الجدارية الكبرى في قصر نكارستان [الإنجليزية] في طهران، ومن المعروف أيضًا أنه رسم جداريات في قصر السليمانية في كرج، وصورًا بالحجم الطبيعي وأعمالًا أخرى.

## الخلفية

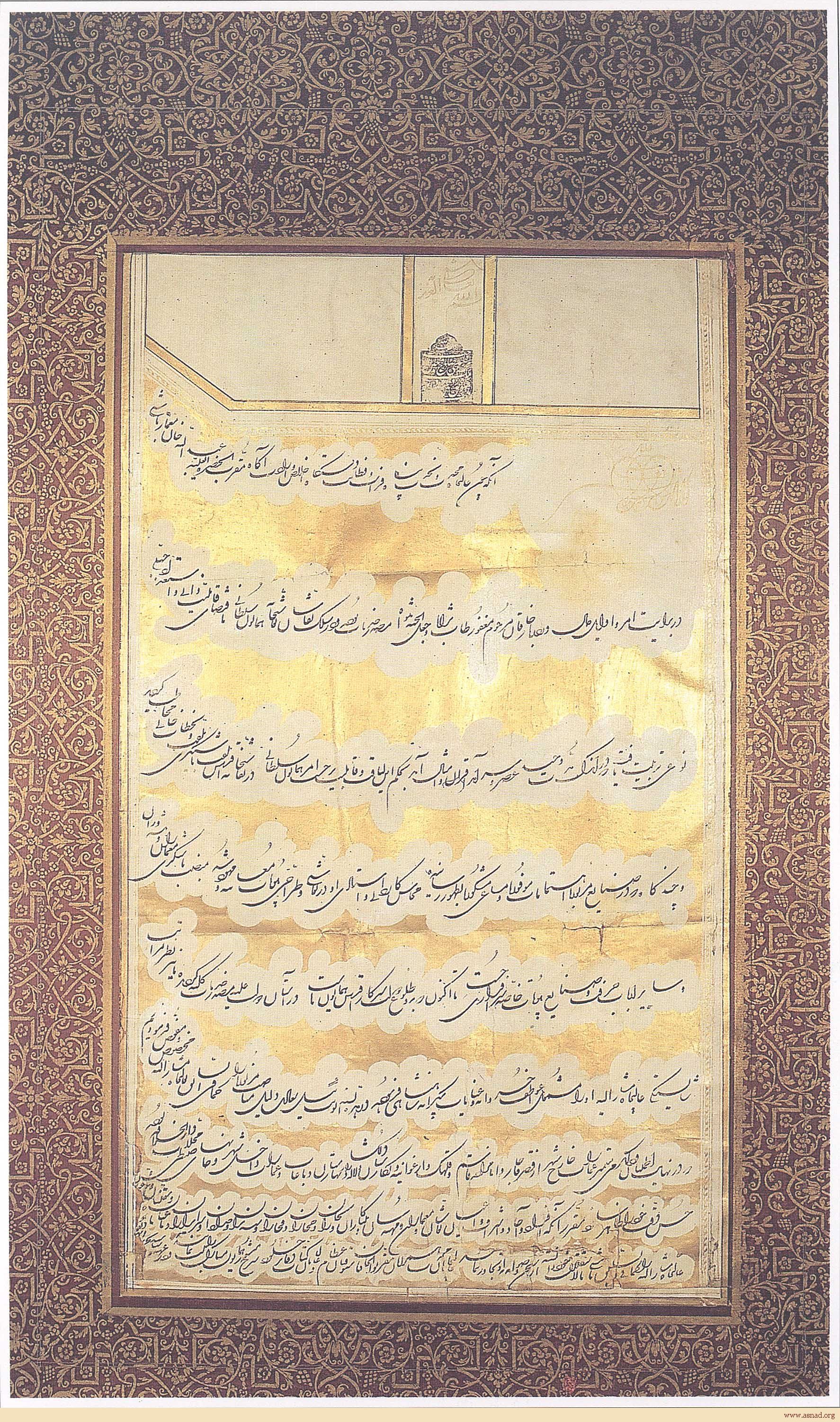
فرمان من محمد شاه قاجار؛ الشاه يمنح عبد الله لقب "خان" ويعينه نقاش باشي ومعمار باشي، ويأمر ببناء القصر الملكي

وُلد عبد الله خان في ق. 1770 وتلقى تدريبه في الورش الملكية، وعمل في مجموعة من الفنانين (نقاش خانه همايون). في عام 1839، عندما تولى القاجار شاه محمد شاه ( حكم. 1834-1848) عينه رسامًا حائزًا مُميزا (نقاش باشي)، ومهندسًا معماريًا للبلاط (معمار باشي)، ومشرفًا على ورش العمل الملكية. بعد تعيينه، أصبحت جميع المجموعات العاملة في الورش الملكية، مثل الرسامين ( النقشان )، والمعماريين (المعماران)، والمهندسين (المهندسين)، وصناع المينا (الميناكاران)، والنجارين (النجارين)، والنحاتين (الحجاران)، والخزافين (الفخاران)، وقاطعي الزجاج (الشيشي باران)، والحدادين (الحدادان)، والبوابين (السرايداران)، والبستانيين (الباغبانان)، وحفاري القنوات (المقانيان)، وصانعي الشموع (الشمعان)، تخضع لعبد الله خان بصفته مشرفًا عليهم.
كان عبد الله خان جزءًا من الجيل الأول من رسامي عصر القاجار، والذي شمل أيضًا ميرزا بابا [الإنجليزية] ومهر علي [الإنجليزية] ومحمد حسن خان. في طهران عام 1812، التقى عبد الله خان بالمستشرق الإنجليزي ويليام برايس [الإنجليزية]، أحد أعضاء بعثة جور أوسلي [الإنجليزية] إلى إيران. خلال الاجتماع، قدم عبد الله خان برايس إلى عمله. توفي خان في ق. 1850 ، خلال السنوات الأولى من حكم ناصر الدين شاه قاجار (1848-1896). لا يُعرف الكثير عن الحياة الشخصية لعبد الله خان.

## جدارية قصر نيغارستان

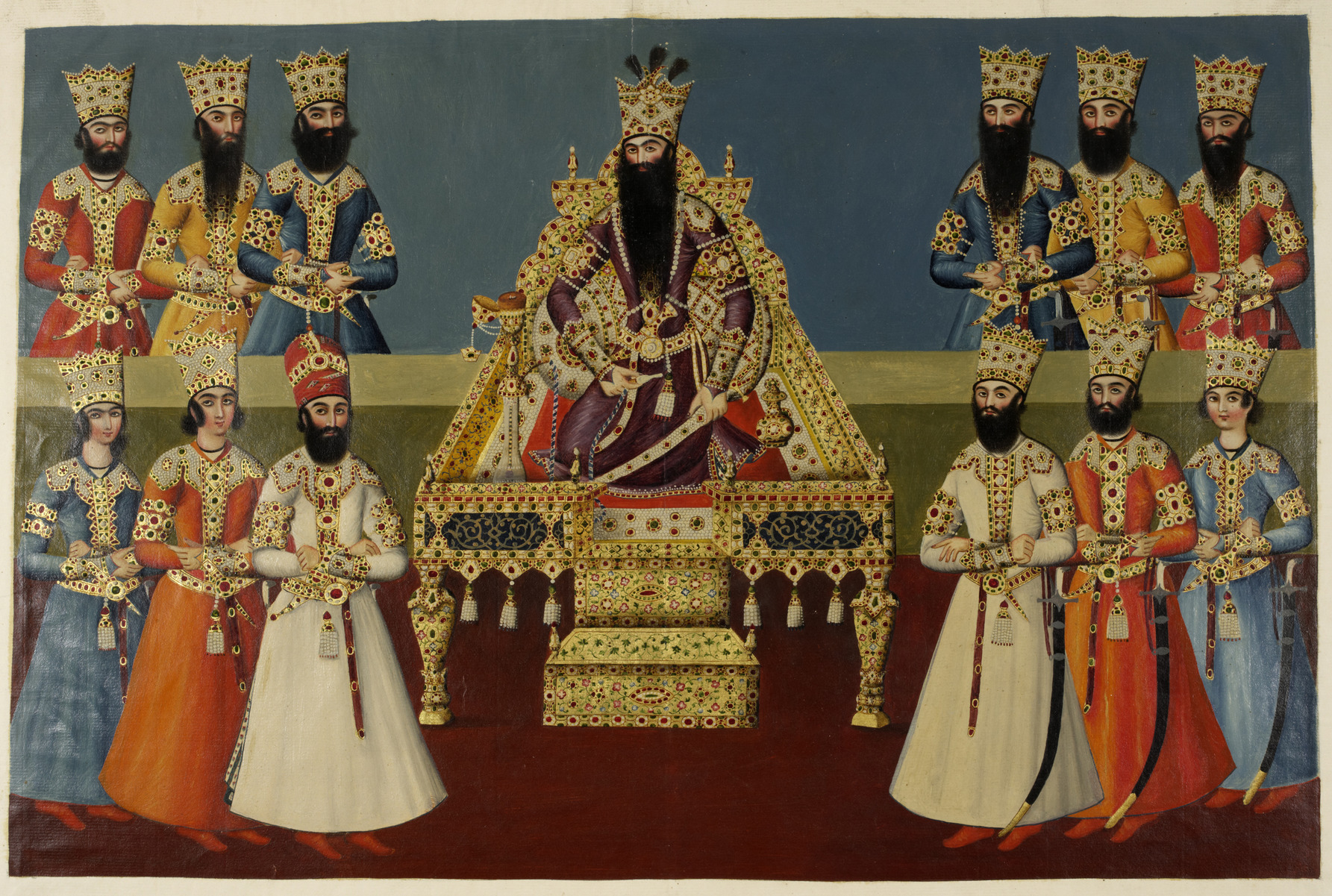
صورة من نسخة مصغرة من جدارية قصر نكارستان تظهر فتح علي شاه على العرش مع أبنائه، وبحضور غلام (مصطلح). أُنشئت في الفترة من 1816 إلى 1820

أشهر أعمال عبد الله خان هي جدارية تغطي ثلاثة جدران داخلية لقاعة الجمهور في قصر نكارستان [الإنجليزية]، في طهران. ويصور العمل الكلي 118 شخصية بالحجم الطبيعي. كما يصور الجدار النهائي فتح علي شاه قاجار (حكم. 1797–1834) شاه إيران، الذي يرافقه اثنا عشر من أبنائه وستة من غلمان [الإنجليزية]. يُصور غلمان [الإنجليزية]وهم يحملون الدرع الملكي ويحملون أشياء أخرى. على الجدران الجانبية، تظهر سلسلتين من رجال الحاشية والمبعوثين الأجانب والحراس. يظهر في أحد جانبي الصورة بعض الأجانب البريطانيين جون مالكولم، وهارفورد جونز [الإنجليزية] (لاحقًا هارفورد جونز-بريدجيز)، وجور أوسلي [الإنجليزية]. وعلى الجانب الآخر يوجد الفرنسيون الجنرال جاردان [الإنجليزية] وبيير أميدي جوبير وجوزيف جونين [الفرنسية].
وفي أواخر ثمانينيات القرن التاسع عشر، استخدم المستشرق البريطاني إدوارد جرانفيل براون النقش الموجود أسفل الجدارية لينسبها إلى عبد الله خان، وأرجعها إلى الفترة من 1812 إلى 1813 م. ومع ذلك، فإن معظم المسافرين في القرن التاسع عشر في إيران، بما في ذلك جورج كيرزون وفيليب والتر شولتز، نسبوها بشكل غير صحيح إلى محمد حسن خان. وقد ضاع العمل الأصلي في وقت لاحق، ولكن صُنعَت نسخة طبق الأصل بالحجم الكامل في عام 1904 في عهد مظفر الدين شاه قاجار (حكم. 1896–1907 م)، وهي مخزنة حاليًا في وزارة الخارجية الفارسية. كما صُنعَت العديد من النسخ المصغرة (على نطاق صغير) للدبلوماسيين والزوار الأوروبيين. وقد نقش روبرت هافيل [الإنجليزية] واحدة منها في لندن عام 1834 م.

## جدارية قصر السليمانية
في عامي 1813 و1814، وبعد وقت قصير من إكمال جدارية قصر نكارستان، أكمل عبد الله خان جداريات أخرى في قصر السليمانية، الذي يضم الآن المدرسة الوطنية للزراعة في كرج. هذه الرسومات تُصور بلاط آغا محمد خان قاجار (حكم. 1789–1797) وفتح علي شاه قاجار. وقد تم الاحتفاظ ببعض أجزاء هذه الجدارية في مكتبة المدرسة الوطنية للزراعة.

## الأعمال الأخرى
كما يُعرف عبد الله خان أيضًا بمهارته في الرسم بالمينا والزيت. رسم عدة صور كاملة الطول لفتح علي شاه قاجار، بما في ذلك صورة موجودة في متحف فيكتوريا وألبرت، تُصوره مرتديًا رداءً أحمر وقبعة أستراخان مرصعة بالجواهر. وكان عبد الله خان أيضًا هو المصمم الإمبراطوري لنصب فتح علي شاه الرخامي في قم.  تظل علاقة عبد الله خان باثنين من زملائه السابقين ميرزا بابا (الذي حمل أيضًا لقب نقاش باشي) وميهر علي غير واضحة؛ حيث عملوا أيضًا في وسائل أخرى، مثل الورنيش والمينا، ويبدو أن عبد الله خان قد اقتصر على الرسم الزيتي.